# Vavaurall
Vavaurall (Gallirallus vavauensis) är en förhistorisk utdöd fågel i familjen rallar inom ordningen tran- och rallfåglar. Fågeln beskrevs 2019 utifrån subfossila lämningar funna i Vava'uöarna i Tonga.